# Agonum tenue
Agonum tenue är en skalbaggsart som beskrevs av Leconte 1854. Agonum tenue ingår i släktet Agonum och familjen jordlöpare. Inga underarter finns listade i Catalogue of Life.